# Arktisk oscillation
Arktisk oscillation (AO) är ett index över lufttrycksvariationer norr om den tjugonde breddgraden (20ºN). Tryckavvikelser från normala indexmedelvärden i Arktis brukar motsvaras av motsatta tryckavvikelser i zonen mellan breddgraderna 37º-45ºN. Teorierna kring indexet lades fram 2001 av meteorologerna David Thompson och John Michael Wallace.
Positivt AO-index kännetecknas av lågtryck i Arktis, som permanenteras av omgivande varma västliga stormvindar (jetströmmar) och hindrar den arktiska köldluften från att sprida sig söderut. Negativt AO-index motsvaras av högtryck i Arktis och östliga eller västliga jetströmmar kan inte hindra den arktiska köldluften från att sprida sig söderut med nordliga vindar.
Den nordatlantiska oscillationen spelar också roll för klimatet på det norra halvklotet och det råder delade meningar om vilket av klimatfenomenen som bäst förklarar dynamiken i de atmosfäriska växlingarna.
Under nästan hela 1900-talet pendlade den arktiska oscillationen mellan positiva och negativa faser. Med början på 1970-talet tenderade indexet att stanna på den positiva sidan vilket motsvarades av lägre lufttryck än normalt i Arktis och högre temperaturer i USA, norra Europa och Sibirien. Vid millennieskiftet planade indexkurvan ut och i slutet av 00-talet fanns en nedåtgående tendens. Vad det beror på är ännu okänt för forskarna. En teori är att ökade utsläpp av växthusgaser är en viktig faktor i ett komplext samband. En annan teori är att de smältande polarisarna medfört större och varmare havsyta i Arktis. Mot teorin om växthusgasers påverkan talar det faktum att AO växlade mellan positiv och negativ fas även under första halvan av 1900-talet då koldioxid var kvar på förindustriella 290 ppm.